# Малашкевич Олег Олександрович
Олег Олександрович Малашкевич (народився 4 січня 1972 у м. Новокузнецьку, СРСР) — білоруський хокеїст, нападник. Виступає за «Німан» (Гродно) в Білоруській Екстралізі.  

## Коротка біографія
Виступав за «Німан» (Гродно), ХК «Гомель», «Нафтовик» (Альметьєвськ), «Керамін» (Мінськ).
У складі національної збірної Білорусі провів 9 матчів (1 гол, 1 передача).
Чемпіон Білорусі (1998, 1999), срібний призер (2004, 2011), бронзовий призер (1995). Чемпіон СЄХЛ (1996, 2003, 2004), срібний призер (1998, 1999, 2001).
Зайняв перше місце білоруської екстраліги в 1999/2000 за забитими голами - 12, і перше місце в канадській класифікації - 20 балів.
Упродовж багатьох років захищав кольори гродненського «Німану», а після завершення кар'єри гравця продовжив працювати у клубі тренером.

## Тренерська кар'єра
2011 року очолив резервну команду «Німану».
У 2014 році, працюючи помічником головного тренера В. П. Спірідонова, разом із командою став володарем Континентального кубка з хокею з шайбою. 
На початку сезону 2015 р. тренерський багаж поповнився досвідом роботи в європейському ХК «Торунь» (Польща) як головний тренер.
Наприкінці 2015 року Олега Малашкевича було призначено помічником головного тренера хокейного клубу «Неман». 
12 травня 2021 року залишив клуб. 3 червня 2021 року був призначений помічником головного тренера Сергія Пушкова в петербурзькому "Динамо".